# Zorro – a jövő harcosa
A Zorro – a jövő harcosa (eredeti cím: Zorro: Generation Z) amerikai televíziós 2D-s számítógépes animációs sorozat, amelyet a BKN készített. Amerikában a Telemundo vetítette, Kanadában a YTV sugározta, Magyarországon pedig a Megamax adta.

## Ismertető
A történet 2015-ben játszódik. A főhőse, a 17 éves Diego De La Vega, aki a De La Vega család utolsó férfi tagja. Nagyapja mesél neki Zorro tetteiről, s a fiú elhatározza hogy tovább viszi ezt a hagyományt, ő lesz a modern Zorro. Megtalálja Zorro köpenyét, maga mellé veszi néma barátját Bernardot szolgájának, s elkezdi játszani Zorro szerepét. Ő már nem lóháton jár, mint nagy elődje, hanem motoron közlekedik. A régi Zorro fekete lovának nevét viseli motorja, úgy hívja, hogy Tornado Z. Ezzel a motorral száll harcba a város mindenre elszánt és korrupt polgármestere ellen.

## Szereplők
- Diego De La Vega / El Zorro
- Bernardo
- Mayor Horace Martínez
- María Martínez / The Scarlet Whip
- Alejandro De La Vega
- Mrs. McAllister
- Sergeant Garcia
- Gustavo De La Vega / El Zorro
- Alejandro's grandmother
- Alfredo Catalano
- Fearsome Four
- Augusto Catalano
- Gloria Sheffield
- Jack Sheffield
- The Dons

## Epizódok

### 1. évad
1. Az új generáció 1. rész (A New Generation Part I)
2. Az új generáció 2. rész (A New Generation Part II)
3. A négy félénk (The Fearsome Four)
4. Az apa bűnei (Sins Of The Father)
5. Polgármester egy napra (Mayor For A Day)
6. Rilsz idős hős kerestetik (Wanted: Part Time Hero)
7. A nagy rókavadászat (The Perfect Fox Hunt)
8. Hatalom átvétel (Hostile Takeover)
9. A föld alatt (The Underground)
10. Jelmezbál (Masquerade)
11. Dupla dátum (Double Date)
12. A régi iskolaszelleme (That Old School Spirit)
13. Don Payaso ("Don Payaso")
14. A földrengés gép (The Earthquake Machine)
15. Egy Zorro az időben (A 'Z' In Time)
16. Szeretni és összetörni (Crush or Be Crushed)
17. A sérült róka (The Wounded Fox)
18. Nemkívánatos személy (Persona Non Grata)
19. Diego kuzinja (Diego's Cousin)
20. Bűvös hullámok (Crime Wave)
21. Zorro vírus  (Z-Virus)
22. Dühös rád (Mad About You)
23. A versenytárs (The Rival)
24. Az aranysárkány (The Golden Dragon)
25. Új jövevények (The New Arrivals)
26. Fejlesztve (Poll Axed)